# Rock Ain't Dead
Rock Ain't Dead è il secondo album degli Heavy Pettin, pubblicato nel 1985 per l'Etichetta discografica Polydor Records. 

## Tracce
1. Rock Ain't Dead (Moat, Bonnar, Hayman) 4:01
2. Sole Survivor (Bonnar, Moat, Hayman) 3:37
3. China Boy (Bonnar, Moat) 3:25
4. Lost In Love (Bonnar, Moat, Hayman) 4:34
5. Northwinds (Waugh, Moat, Bonnar) 4:00
6. Angel (Bonnar, Moat) 4:11
7. Heart Attack (Bonnar, Moat, Hayman) 3:32
8. Dream Time (Bonnar, Moat, Hayman) 5:05
9. Walkin' With Angels (Bonnar, Mendoza, Moat) 3:34
10. Throw A Party (Bonnar, Moat, Hayman)  4:13

### Tracce aggiunte nel Remaster (Majestic Rock)
- 11. Crazy (Bonnar, Moat, Hayman) 3:15
- 12. City Girl (Bonnar, Moat, Hayman) 4:19

## Formazione
- Steve "Hamie" Hayman - voce
- Punky Mendoza - chitarra
- Gordon Bonnar - chitarra
- Brian Waugh - basso
- Gary Moat - batteria